# Adresseavisen
 Denne artikel omhandler den danske Adresseavis. Opslagsordet har også en anden betydning, se Adresseavisen (Norge).
Adresseavisen eller som den fuldstændige titel lyder Kjøbenhavns Adressecomptoirs Efterretninger -- er den ældste, danske egentlige annonceavis.

## De første adressekontorer og deres aviser 1706-1759
Spiren til den ligger i de trykte plakater, som kammerjunker og kongelig køgemester Jacob Frants von der Osten lod udgå fra det Adressekontor, han i året 1706 havde fået privilegium på at oprette, og som, foruden at anvise tjenestesøgende plads, udbyde værelser til leje og lignende, tilbød kommissionsforretninger af enhver art.
Kontorets virksomhed standsede med pestens udbrud 1711, og det var først, da den energiske og foretagsomme bogtrykker og avisudgiver Joachim Wielandt i begyndelsen af 1720'erne optog idéen og forenede sig med den tidligere indehaver, at det efter forskellige vanskeligheder fra myndighedernes side kunne genåbnes 1726.
Allerede året forinden havde Wielandt dog ladet første nummer udgå af den Addres og Notifications Relation, som det var hans hensigt skulde støtte Adressekontorets opgave.
Foretagendet afbrødes imidlertid atter ved Københavns brand 1728; Notifikations-Relationerne blev for fremtiden knyttede som en slags tillæg til Wielandts egne aviser.
Privilegiet på at holde Adressekontor gik derimod efter van der Ostens og dennes ældste søns død over i hænderne på en prokurator Niels Holm, der åbnede det for publikum nytårsdag 1749. Kort efter så det første nummer af Adresse-Contoirets Efterretninger, til Publici Nytte bekiendtgjorte lyset.
Skønt bladet uddeltes gratis "alleene paa det Vedkommende fra eet Sted som det retteste om alle saadanne Ting kand have Kundskab og Oplysning" ell. mod "en liden Kjendelse efter eget
Behag og Godtbefinde" af årsabonnenterne, der så havde ret til en anmeldelse i kontoret og een bekendtgørelse i avisen frit, slog det dog ikke an; efter en stakket levetid måtte kontoret atter indstille sin Virksomhed.

## Fra Hans Holck til 1908
Først efter at agent Hans Holck 1759 havde fået ledelsen af bladet i sin hånd, begyndte dets opsving så at det siden efter er blevet fortsat uden afbrydelse op til 1908 hvor det gik ind.
Holck forstod at indprente publikum betaling af at avertere, og for at skaffe Adressecomptoirets Efterretninger den videst mulige udbredelse gav han på bladets forside en udsigt over de vigtigste inden- og udenlandske nyheder. I begyndelsen udkom det kun 2 gange om ugen, men fra 1763 udkom det 3 gange om ugen, og dermed oftere end de konkurrerende aviser Berlingske Tidende og Kiøbenhavns Postrytter, som kun udkom 2 gange om ugen. Fra 1766 blev udgivelsesfrekvensen hævet til 4 gange om ugen og fra 1800 6 gange om ugen, og derved blev Adresseavisen Danmarks første dagblad.
I begyndelsen af det 19. århundrede tiltog avertissementernes antal imidlertid så stærkt, at den journalistiske side ved bladet lodes ude af betragtning. I de følgende årtier vedblev rammen at være den samme, mens formatet stadig voksede, indtil en ny redaktion 1888 besluttede at give avisens hovednummer læsestof og delvis indrykke avertissementerne
i et medfølgende tillæg.
1904 solgtes Adresseavisen til et interessentskab, der forsøgte at omskabe den gamle avis til et politisk-radikalt dagblad; ved siden af det gamle navn kaldtes det nu Morgenbladet. Forsøget mislykkedes, og samtidig mistede Adresseavisen sin hævdvundne stilling som avertissementsblad. 1909 ophørte hovedstadens ældste avis at udkomme.

## Chefredaktører
- Niels Holm 1749
- Hans Holck 1759 – 1783
- Ernst Christian Hauber 1783 – 1801
- J.C. Christiani 2. maj 1801 – 1810
- Jens Jetsmark 1. oktober 1810 – 1853
- Edward Lorentzen 1853 – 1882
- postassistent Ringheim 1882 – 1888
- Lorry Feilberg 1888 – 1890
- Otto Lütken 1890 – 1898
- Otto Just 1890 – 1904
- Valdemar Hermansen 1904 – 1905
- Axel Garde 1905 – 1906
- J.F. Madsen 1906
- Helge Madsen 1906
- I. Paboritz 1906 – 1907
- A. Michaelsen 1907
- Marius Wulff 1907
- Martin Jørgensen 1908
- W. Bergstrøm 1908
- Th. Borre 1908
- Helmer Lind 1908
- M. Jensen 1908
- K.V. Høyer 1909